# Ben Chaplin
Ben Chaplin, geboren als Benedict John Greenwood (Londen, 31 juli 1969), is een Brits acteur.

## Biografie
Greenwood studeerde drama aan de Guildhall School of Music and Drama. Als acteur nam hij de familienaam van zijn moeder aan. Hij debuteerde in de Londense theaterscene, waar hij naast een filmcarrière altijd actief bleef. Als theateracteur werd hij reeds genomineerd voor een Laurence Olivier Award en een Tony Award.
Hij had rollen in films als The Truth About Cats & Dogs, Washington Square, The Thin Red Line, Murder by Numbers, The Waterhorse, Dorian Gray en War Book.
Chaplin had een relatie met Embeth Davidtz.

## Filmografie
- The Remains of the Day (1993)
- Feast of July (1995)
- Game On (1995)
- The Truth About Cats & Dogs (1996)
- Washington Square (1997)
- The Thin Red Line (1998)
- Lost Souls (2000)
- Birthday Girl (2001)
- Murder by Numbers (2002)
- The Touch (2002)
- Stage Beauty (2004)
- Chromophobia (2005)
- The New World (2005)
- Two Weeks (2006)
- The Water Horse: Legend of the Deep (2007)
- Me and Orson Welles (2009)
- Dorian Gray (2009)
- London Boulevard (2010)
- Ways to Live Forever (2010)
- Mad Dogs (2011 - 2013)
- Twixt (2011)
- World Without End (2012)
- Dates (2013)
- The Wipers Times (2013)
- The Secrets (2014)
- War Book (2014)
- The Book of Negroes (2015)
- Cinderella (2015)
- Mad Dogs (2015)
- Little Boy (2015)
- Snowden (2016)
- The Legend of Tarzan (2016)
- Apple Tree Yard (2017)
- The Children Act (2017)
- Urban Myths (2017)

- Bibliothèque nationale de France: cb14163442w (data)
- Catàleg d'autoritats de noms i títols de Catalunya: 981058524533706706
- Gemeinsame Normdatei: 142261246
- International Standard Name Identifier: 0000 0001 0938 925X
- Library of Congress Control Number: nr98028001
- Nationale Bibliotheek van Tsjechië: pna2009526116
- Nationale Bibliotheek van Israël: 987007328272405171
- Nederlandse Thesaurus van Auteursnamen: 31144332X
- SNAC: w6bp36k2
- Système universitaire de documentation: 061437611
- Virtual International Authority File: 117439552
- WorldCat: E39PBJjdkyW77jcYdMgbK6fQbd